# 大卫叔叔
《大卫叔叔》（英語：Uncle David）是一部2010年的英国黑色喜剧片，由大卫·霍伊尔、加里·赖克和迈克·尼科尔斯共同执导，赖克还是本片的制片人。霍伊尔和英国色情演员阿什利·莱德共同主演，其中霍伊尔饰演的是英国行为艺术家大卫叔叔。他与受到生母虐待的侄儿（莱德饰）发生不伦之恋，最后满足了孩子结束生命的愿望。
影片于2009年10月在东南英格兰肯特郡的谢佩岛拍摄，前后只花了5天，摄制预算不到1000英镑，制片人加里·赖克称这是在向电影先辈致敬。演员和剧组成员在岛上的一处房车公园取景，演出没有具体的剧本，基本是由演员即兴发挥，晚上就直接睡在寒冷而拥挤的房车里。莱德还受连环杀手夫妇的影响决定在片中采用自己出演的色情片镜头。
2010年3月25日，《大卫叔叔》在英国电影协会南岸影院举行的伦敦同性恋电影节上首映。影评人对本片的看法褒贬不一，但电影还是在多个国际电影节中夺得大奖。2011年底，英国公司发行了电影的免区。

## 剧情
阿什利（Ashley，阿什利·莱德饰）是个有着孩童般心态的青年男子，一天深夜，他来到谢佩岛，他叔叔大卫（David，大卫·霍伊尔饰）的房车就停在这里。阿什利向叔叔吐露，自己一直受到母亲的虐待，她会把香烟在儿子手上捻熄。大卫于是开始抱怨阿什利的母亲，抱怨整个社会，叔侄俩拥抱、亲吻，然后一起上床睡觉。第二天早上，两人醒来后就在床上用过早餐，然后大卫一边给阿什利洗澡，一边讲述某个并不快乐的核心家庭的故事。两人前去当地咖啡馆坐了会儿，然后又坐到公园的长凳上，在此期间，大卫继续阐述自己对社会存在的反建制思想。阿什利称自己想要去死，叔侄俩都向对方表达爱意。
两人吸食了一些可卡因，然后在当地娱乐街机室打游戏。回到房车上后，他们发生窒息式性愛和肛交。接下来两人化上妆，一边喝酒，一边伴随着缪斯乐队歌曲《起义》（Uprising）跳舞，同时旁边的电视荧屏上还在播放由阿什利演出的同性色情片。阿什利穿上变性装束，大卫在一旁鼓励侄子自杀，他告诉侄儿，这个世界配不上阿什利这么好的人，他应该逃离这一切的麻烦。
次日早上，阿什利在沙滩上玩耍并堆积沙雕。阿什利酗酒成性的母亲打来电话，要求大卫老实交待她儿子的下落，大卫谎称自己毫不知情，还表示自己正在曼彻斯特而非谢佩岛。大卫带着阿什利到达一处废弃军事掩体，两人接吻时，他给侄儿打了一针，但没有透露注射物的性质。阿什利进入变性意识状态，大卫带着孩子返回房车，两人还在一边吸大麻。回到房车上后，大卫又给阿什利打了一针，两人坐下来静静看着外面的海岸。入夜后，大卫把表现出类似紧张性抑郁障碍症状的侄儿放到狗床上，然后给他看本名为（意为《英国伟大吗？》）的书。接下来，他给孩子打了第三针，也是最后的一针，并且告诉侄儿，这一针会让他失去意识，最终因器官衰竭而死。看着在眼前去世的阿什利，大卫表白自己从未如此深爱过任何人。第二天清晨，大卫走到海滩边，将孩子的尸体放入浅坟，含泪与之吻别，看着潮水将尸体带走。

## 制作

### 背景

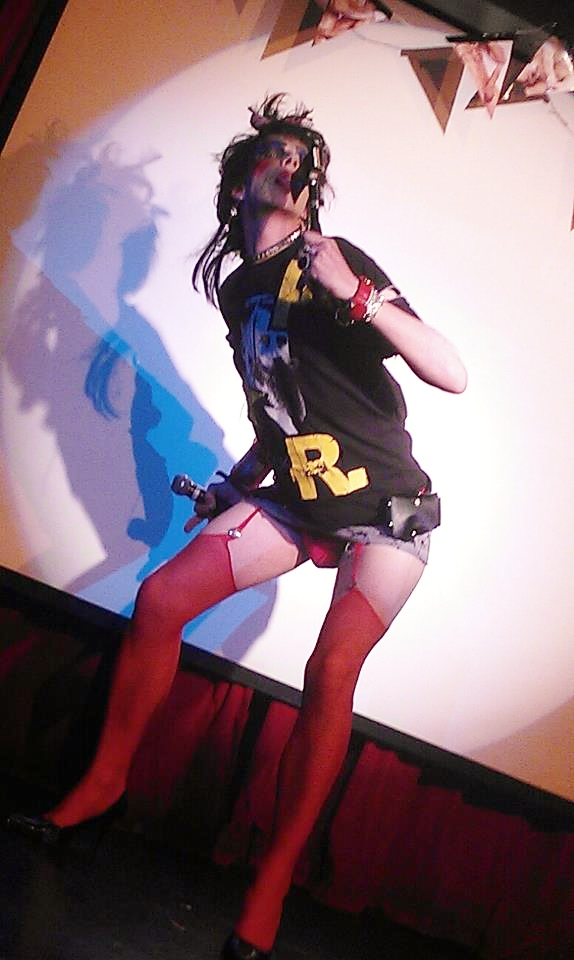
霍伊尔在皇家沃克斯豪尔酒馆表演

据《卫报》报道，大卫·霍伊尔（David Hoyle）曾在20世纪90年代成为英国歌舞表演圈子里小有名气的人物，出场表演的是他的另一个自我：“神圣大卫”（The Divine David）。神圣大卫是位将“正在割裂的社会评论”与“惊心动魄的自我指责甚至自残”相结合”的“反異装皇后”。霍伊尔还将这一人物带上电视，在英国第四台制作有两档节目：1999年的《神圣大卫出品》（The Divine David Presents）和2000年的《神圣大卫治疗》（The Divine David Heals），然后又于2000年在南倫敦的斯特里汉姆冰场演出《冰上神圣大卫》（The Divine David on Ice），让角色在这个告别节目中丧生。除此以外，霍伊尔还曾在1998年电影《天鹅绒金矿》（Velvet Goldmine）和2005年的电视剧《内森·巴利》（Nathan Barley）中演出。
阿什利·莱德（Ashley Ryder）曾立志成为时装设计师，但他没有完成在中央圣马丁艺术与设计学院进修的课程，接下来他进入零售业工作，先是在零售店上班，之后又成为设计师薇薇安·魏斯伍德的下属。此后，莱德先后出演了和（意为“英国裸男”）公司的多部同性恋色情片，如（意为《胆量之醉》）和（意为《伸缩孔洞》），在片中扮演的大多是年轻貌美的小受，并因此赢得多座奖项。参演《大卫叔叔》时，他还在伦敦经营自己的每周同性恋夜场摔跤活动。
霍伊尔和莱德在一次行为艺术展上相识，霍伊尔询问对方是否愿意参与自己的舞台节目演出。莱德这时很忙，但事隔多年后他还是接受了对方的邀请。两人一起在南伦敦沃克斯豪尔的同志酒吧皇家沃克斯豪尔酒馆（Royal Vauxhall Tavern）表演，莱德在随兴演出中扮演霍伊尔的侄子，年仅9岁就行为不端，霍伊尔则是百货商店的圣诞老人。节目的最后，霍伊尔饰演的圣诞老人从孩子肛门中抽出圣誕节的装饰金属丝，然后用金属丝勒死了侄儿。
加里·赖克（Gary Reich）早在20世纪90年代末就认识了霍伊尔，他在台下看到霍伊尔和莱德的演出后对两人间的化学效应非常满意，提议两人一起出演电影。在短短的一天时间里，赖克为霍伊尔和莱德拍摄了三截短片，三人在这一过程中探讨的部分场景和主题之后也融入到《大卫叔叔》当中。霍伊尔在短片中化了妆并戴有假发，但之后在电影中没有这么做。两位演员之后多次通电话并互发短信交换看法，发展各自的人物角色。

### 发展
《大卫叔叔》的拍摄工作于2009年10月在谢佩岛上完成，前后只花了5天时间，之所以选择在这里拍摄主要是因为其位置距伦敦很近。霍伊尔谈到岛上随处可见的铁丝网时表示，他实在纳闷，这些铁丝网到底是为了“防止人们出去还是避免人们进来？”赖克表示，自己10年前曾在这座岛上参与电视节目制作，从那以后，他就“迷”上了这个地方，觉得这里是“真正被上帝遗弃的废墟”。他还指出，电影中以房车和垃圾为主要背景是受到两部电影的影响，一部是哈莫尼·科林（Harmony Korine）执导的1997年电影《奇异小子》（Gummo），另一部则是约翰·沃特斯（John Waters）1974年的作品《女人的烦恼》（Female Trouble）。赖克称，本片的拍摄预算不到1000英镑，这是在向“约翰·沃特斯的精神”致敬。片中所有的群众演员都是住在谢佩岛的居民，为了在当地的咖啡馆拍摄，主创人员还走进店里请求店主许可。他们本来打算告诉每位上前询问的人士自己是在拍摄恐怖片，但在实际拍摄期间却没遇上任何对剧组活动感兴趣的人。

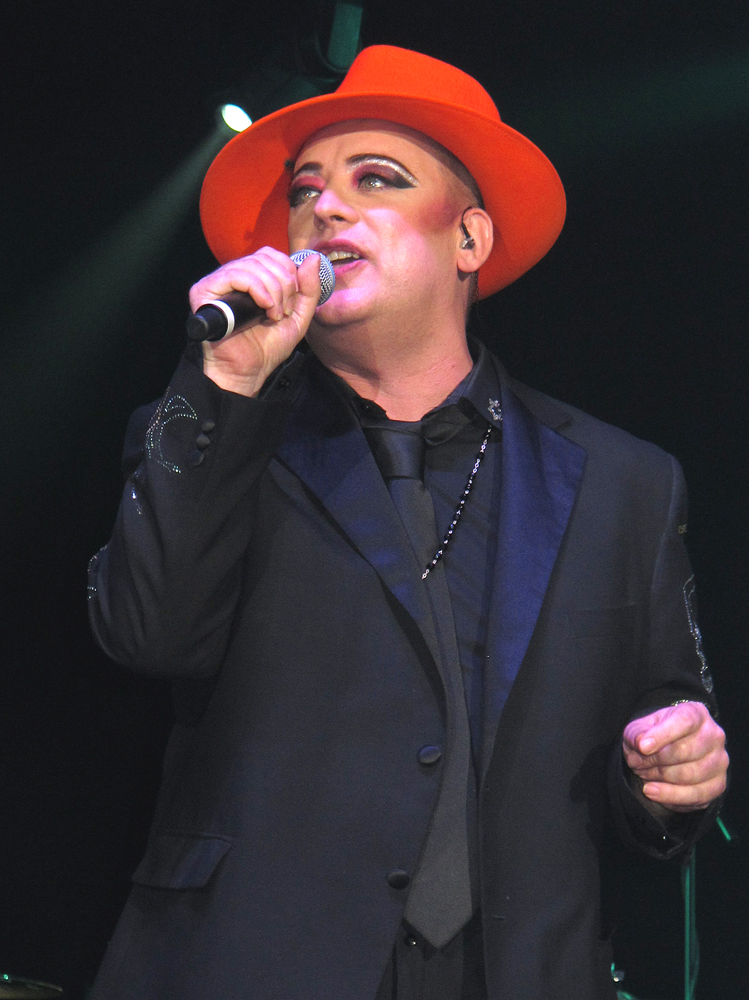
乔治男孩为本片贡献了一首歌曲

影片拍摄期间，谢佩岛上的房车公园基本空无一人，到摄制工作完成时，距进入冬季只剩下数天时间。剧组人员和两位演员直接就睡在电影中的那辆房车里。莱德之后表示，房车里既拥挤又冷得要命，拍摄期间有8个人挤在里面，感觉“真是相当忙乱但却有着很好的（工作）气氛”。电影摄制期间，霍伊尔和莱德都没有剧本，两人保持入戏状态，根据基本叙事结构即兴发挥。霍伊尔在接受记者采访时称，他们“希望一切都像是实时进行……你一醒来就有摄像机拍着，我看上去一定是精疲力竭了”。霍伊尔还在本片拍摄期间患上了豬流感，但他坚持继续工作，只是在拍摄开始前休息半个小时，还称自己能够继续表演都是肾上腺素的功劳：“我就说，‘不不不，我们要继续。我只要不再吃东西就行了。’我完全投入到制作那部电影的过程中，之后到剪辑的时候，我开始感觉平静多了。”霍伊尔觉得电影的拍摄过程就像是一种宣泄：“我14岁时面临着——姑且说是某种生存危机吧。我想，（《大卫叔叔》）或者就是我在摧毁自己的那段记忆。要是你那么小的时候也有过同样的经历，你会永远都把它铭记在心。它能让你感觉自己的根基都有些不稳。回首往事，这真是灾难般的经历。我只是在按自己的本能和直觉行事。”
电影镜头由两台索尼HVR-Z1摄影机拍摄。片中的服装则是在位于东伦敦达尔斯顿（Dalston）的一家乐施会慈善商店采购，另外阿什利在片中戴过的一顶假发也是在达尔斯顿的假发商店购买。电影中有多个莱德裸身出场的镜头，为此他在拍摄前的几星期里定期到健身房锻炼，以求让自己看上去更有肌肉。莱德得知连环杀手弗雷德·韦斯特（Fred West）和罗斯玛丽·韦斯特（Rosemary West）夫妇曾整天在家里播放色情片，于是决定在《大卫叔叔》中加入自己出演过的色情片镜头。
作曲家理查德·托马斯（Richard Thomas）曾与斯图尔特·李（Stewart Lee）共同创作出充满争议的《杰瑞·斯布林格：歌剧》（Jerry Springer: The Opera），作为霍伊尔作品长期以来的粉丝，他同意为本片创作配乐。剧组和演员们在车上听过缪斯乐队的专辑后认为，该乐队的作品“给人以力量感”，因此决定在片中采用。他们还曾计划在片中加入安东尼和约翰逊乐队的一首歌曲，但最后还是改变主意，以乔治男孩（Boy George）的曲目代替。乔治男孩在看过本片后评价，“好吧，这可不是什么《音乐之声》。”

## 发行

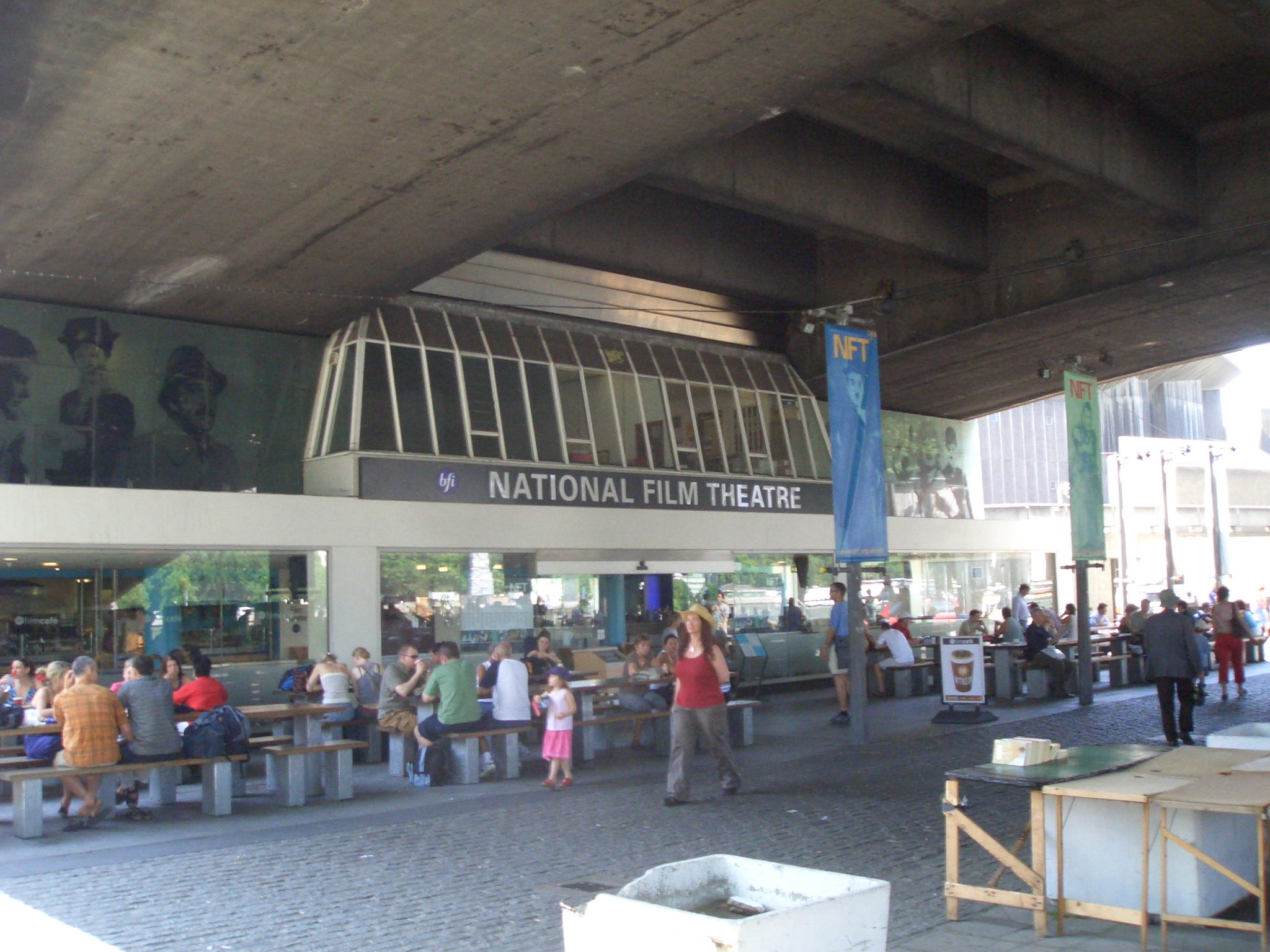
《大卫叔叔》在英国电影协会南岸影院（图）首映

《大卫叔叔》于2010年3月25日在位于伦敦中部的英国电影协会南岸影院首映，伦敦同性恋电影节正在这里举行。苏豪剧院（Soho Theatre）老板史蒂夫·玛米昂（Steve Marmion）出席首映式，并建议赖克和霍伊尔制作本片的戏剧改编作品。赖克和霍伊尔起初对此提议有一定兴趣，赖克一度表示：“这一理念非常恶作剧，用（电影中）那些情节和主题融合歌曲和舞蹈，制作乐观向上、对生命持肯定态度的音乐剧。”。但是，把电影改编成戏剧作品的构想最终没有成行，理查德·托马斯认为，这主要是因为拥有如此“黑暗主题”的音乐剧很难获得所需的资金赞助。霍伊尔和托马斯之后合作制作了《地狱快乐》（Merrie Hell），这部“另类圣诞庆典”节目于2012年12月在苏豪剧院上演。音乐剧的内容每天晚上都不尽相同，托马斯在台上演奏钢琴，为霍伊尔诠释的多首歌曲伴奏，歌曲都是根据其他作品改编，歌词内容主要围绕圣诞节和英国的社会问题展开。托马斯形容节目就是《大卫·霍伊尔过圣诞——音乐剧》（David Hoyle at Christmas - the Musical）。《地狱快乐》中有首名为《想死也没什么》（It's Alright to Want to Die）的歌，其中支持自杀的主题正是受到《大卫叔叔》的影响。

### 家用媒体
2011年12月，专门发行艺术之家、同性恋题材电影，或是独立电影和世界电影的英国片商（意为“轻罪影业”）公司发行了《大卫叔叔》的，并且这种没有播放区域限制。中包含有多段花絮，例如详细介绍阿什利和大卫叔叔关系的三段预备短片，还有霍伊尔、莱德、赖克和迈克·尼科尔斯（Mike Nichols）讲评的评论音轨。网站的斯图尔特·威利斯（Stuart Willis）在评论中指出，本片包含有电影中的那种“低迷和柔性”，这些都是影片中很有价值的部分。英国同性恋杂志《姿态》（Attitude）为庆祝本片发行还举办了竞赛，奖品共有3张，胜出者可以赢得一张，该杂志认为《大卫叔叔》是部“有点超现实，但也令人惊叹到无以复加”的电影。

## 反响

### 奖项
《大卫叔叔》在多个国际电影节上赢得奖项肯定。2010年巴黎国际电影节授权本片最佳影片奖，霍伊尔和莱德共同赢得了最佳男演员奖。影片还拿下了2011年柏林色情电影节最佳影片奖和2011年情色奖最佳影片奖。赖克对本片会崭获情色奖感到意外，因为他并不认为这是部情色作品，但他之后意识到，《大卫叔叔》之所以胜出，主要是因为片中探讨了“一种极端的迷恋，老实说，我们从来都没有听说甚至想象过自己是在探讨这样的迷恋”。

### 评价

阿什利在沙漠上玩耍，这种寂然无声的风光摄影镜头有助于营造电影的气氛。

《大卫叔叔》所获评价褒贬不一且趋于两极化。《卫报》的本·沃尔特斯（Ben Walters）指出，“伴随着低调的自然主义（情绪）和人物在面临笼罩未来的巨大阴影时对各自情感的显著影响，悬念和恐惧也逐渐累积起来。”他将本片和霍伊尔之前的舞台作品对比，认为两者风格基本统一，但霍伊尔在本片中抛弃了“花哨亮丽的表演风格”，变得更加沉稳和内敛。他还认为，莱德已经有面对摄影机的经验，这让他可以消除戒心，表现得更加天真或坚定。沃尔特斯感觉电影中的英国海滨景点“气势逼人”，与1947年的《布赖顿硬糖》（Brighton Rock）和2006年的《从伦敦到布莱顿》（London to Brighton）都有类似之处。他还将《大卫叔叔》和《恶土》（Badlands）、《雌雄大盗》，以及《天才瑞普利》对比，观众对片中人物产生的同情使得他们不会再去对这些人物的行为做道德上的判断。沃尔特斯还在另一篇发表在上的评论中阐述了类似的看法，并给予影片五星的高度评价（最高五星）。
斯图尔特·威利斯在网站上写道：“诚然，（《大卫叔叔》）并不符合所有人的品味，但它仍然是对现代爱情故事的一次原创而令人坐立难安的解读”。他认为本片实属“惊喜”之作，称赞电影的即兴创作手法，正是这样的手法让片中场景真实可信，还让观众“几乎潜移默化之下”就了解了这些角色。威利斯觉得片中的表演非常出色，还特别称赞霍伊尔把这样一个虽是恋童癖、但又会耐心引导青少年的人物刻划得入木三分，从一定程度上来说“融可悲和真正的阴险于一身”。在威利斯看来，《大卫叔叔》并没有盲目地去追求轰动效应，正是这种选择让电影没有沦为“鸡肋般的探索”。他还对影片的摄影和配乐赞赏有加，称电影中的多处外景“氛围精美”，音乐也“很好地烘托出简明的意境和不详的预感”，堪称20世纪80年代早期开始在英国制作的低调电影的典范。
有些评论员的看法更为负面。的达米安·赖恩（Damien Ryan）对本片的评分仅有0.5（最高为5），觉得电影“糟透了”。在他看来，《大卫叔叔》纯粹就只是要用禁忌题材来哗众取宠，感觉这个“绝对疏忽大意的”故事简直就是对自己的冒犯。赖恩认为，影片仿佛“电影系新生极其糟糕的尝试”，觉得《大卫叔叔》不应该归类为“黑色喜剧”，里面的内容一点也不好笑，而是如“式的表演般乏味且不知所云到极点”。他还进一步批评片中演员的演出，称莱德“近期应该不会离开色情（片）行业”，而且霍伊尔的角色不过是个“装模做样的恋童癖”，像《麦田守望者》主人翁霍尔顿·考菲尔德（Holden Caufield）那样，崇拜婚姻，但又置身其外。
网站的克利弗·帕特森（Cleaver Patterson）对本片评价同样不佳，评级仅有一星（最高五星）。他对电影的主旨提出质疑，声称影片将男同性恋群体描绘成“哀伤、扭曲，最终孤独的个体”，这只会让人们对同性恋者的感观更为疏远。不过，他称赞了电影给观众带来的视觉感受，特别是“鹅卵石海滩的柔和色彩，以及锐利的蓝天”。

### 脚注
1. 1 2 3 4 5 6 7 8  Willis 2011.
2. 1 2 3 4 5 6 7 8 9 10 11 12 13  Walters 2010.
3. 1 2 3 4 5 6  Gordon 2011.
4. 1 2 3 4 5 6 7 8 9 10 11 12  Matt 2011.
5. ↑  Hoyle et al. 2011，20:13–21:13.
6. 1 2 3 4  Urquhart 2011.
7. ↑  Hoyle et al. 2011，24:17–24:39.
8. ↑  Hoyle et al. 2011，49:28–49:32.
9. ↑  Hoyle et al. 2011，11:33–12:16.
10. ↑  Hoyle et al. 2011，2:00–2:30.
11. ↑  Hoyle et al. 2011，22:53–23:10.
12. ↑  Hoyle et al. 2011，4:58–5:36.
13. ↑  Hoyle et al. 2011，48:50–49:17.
14. ↑  Hoyle et al. 2011，1:2:05–1:2:07.
15. ↑  Hoyle et al. 2011，45:50–46:40.
16. 1 2 3 4  Logan 2012.
17. ↑  Hoyle et al. 2011，40:27–41:07.
18. ↑  Hoyle et al. 2011，1:2:05–1:1:08.
19. ↑  Hoyle et al. 2011，1:30:59–1:31:56.
20. 1 2  Walters 2011.
21. ↑  Attitude 2011.
22. ↑  Berlin Porn Film Festival 2011.
23. ↑  Erotic Awards 2011.
24. 1 2 3 4  Ryan 2011.
25. 1 2  Patterson 2011.

### 文献
- . Attitude. 2011  [2013-02-02]. （原始内容存档于2013-02-02）.
- . Berlin Porn Film Festival. 2011  [2012-01-21]. （原始内容存档于2012-01-21）.
- . Erotic Awards. 2011  [2011-08-08]. （原始内容存档于2011-08-08）.
- Gordon. . Bent. 2011-11-29  [2015-03-13]. （原始内容存档于2012-12-24）.
- Hoyle, David; Ryder, Ashley; Reich, Gary; Nichols, Mike. . London: Peccadillo Pictures. 2011.
- Logan, Brian. . The Guardian. 2012-12-03  [2015-03-13]. （原始内容存档于2013-07-31）.
- Matt. . Honolulu Gay & Lesbian Cultural Foundation. 2011-05-10  [2015-03-13]. （原始内容存档于2014-01-09）.
- Patterson, Cleaver. . CineVue. 2011  [2015-03-13]. （原始内容存档于2014-03-06）.
- Ryan, Damien. . So So Gay. 2011-07-27  [2012-06-10]. （原始内容存档于2012-06-10）.
- Urquhart, Donald. . Beige Magazine. 2011-12  [2015-03-13]. （原始内容存档于2012-07-05）.
- Walters, Ben. . The Guardian. 2010-03-24  [2015-03-13]. （原始内容存档于2014-10-23）.
- Walters, Ben. . Time Out. London. 2011-12-06  [2015-03-13]. （原始内容存档于2013-06-04）.
- Willis, Stuart. . Sex Gore Mutants. 2011  [2015-03-13]. （原始内容存档于2012-01-19）.